# Hallaxa albopunctata
Hallaxa albopunctata is een slakkensoort uit de familie van de Actinocyclidae. De wetenschappelijke naam van de soort is voor het eerst geldig gepubliceerd in 1994 door Gosliner & S. Johnson.